# Vladislav al II-lea Exilatul
Vladislav al II-lea Exilatul (n. 1105, Cracovia, Regatul Poloniei⁠(d) – d. 30 mai 1159, Altenburg, Ducatul de Saxa-Altenburg, Sfântul Imperiu Roman) a fost Mare Duce al Poloniei și Duce de Silesia, din anul 1138 până la expulzarea sa în 1146.

## Viața

### Guvernatorul din Silesia
A fost fiul cel mare a Ducelui Boleslau al III-lea Gură Strâmbă, unicul conducător al Poloniei din 1107, și a primei sale soții, Zbuslava, o fiică a lui Sviatopolk al III-lea de la Kiev. Ca primul născut, tatăl său a decis să-l implice în mod activ la guvernarea țării. 
În jurul anului 1125, Vladislav s-a căsătorit cu Agnes de Babenberg, fiica Margrafului Leopold al III-lea al Austriei, această unire fiind strâns legată de Sfântul Imperiu Roman și de Regatul Germaniei. Agnes, prin mama sa, a fost o nepoată a împăratului Henric al IV-lea, și soră vitregă a Ducelui Conrad al III-lea de Hohenstaufen, care mai târziu a devenit regele Germaniei. Mulțumită lui Vladislav, Silesia a fost salvată în timpul războaielor din 1133-1135, cu Boemia: el a oprit distrugerea domeniilor majore a districtului său, după ce forțele din Boemia au trecut râul Oder.
În 1137, în timpul întâlnirii cu Ducele Soběslav I al Boemiei, la Niemcza, unde s-au disputat mai multe probleme, Vladislav s-a prezentat ca naș a celui mai tânăr fiu al lui Soběslav, viitorul Duce Wanceslaus al II-lea.

### Mare Duce al Poloniei

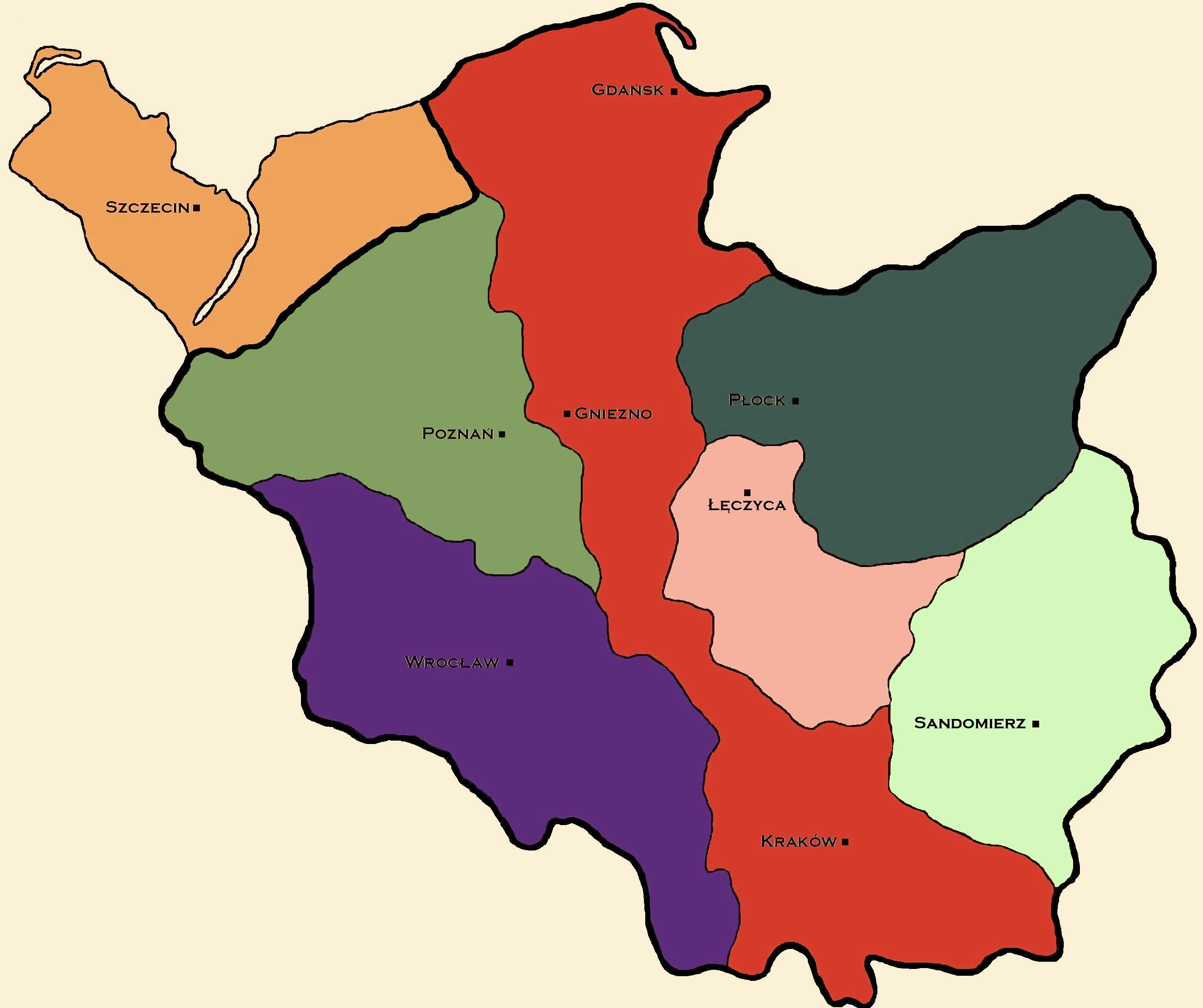
Polonia în 1138: Provincia Seniorală (cu Pomerelia) în roşu, Silezia în albastru

În testamentul ducelui Boleslau al III-lea, a căutat să mențină unitatea teritorială din Polonia, precum și să prevină conflictele de moștenire dintre frații săi. Prin urmare, el a determinat un fel de principiu primogenitură: Cel mai mare fiul avea autoritatea supremă în țară, iar Vladislav a fost însărcinat cu titlul de Mare Duce. În plus față de Silezia, acesta a primit Centrul Provinciei Seniorate, care se întindea din Polonia Lesser la Cracovia, până la est, în Polonia Mare și în vest, la Kuyavia, și deținea și autoritatea terenurilor din Pomerania. Frații săi vitregi mai tineri, Boleslau al IV-lea cel Creț și Mieszko al III-lea, au primit ducatul de est din Masovia (compus din Masovia și estul Kuyavia), cât și vestul ducatului Poloniei Mare (părțile rămase din Polonia Mare și estul Lubusz Land-ului), fiecare în calitate de feude ereditare.
La moartea lui Boleslau, văduva Salomea de Berg a primit o porțiune, la Łęczyca, care trebuia să revină Senioratului. Pe de altă parte, a fost obligat să ofere fratelui cel mic, Henric, terenurile de la Sandomierz, când va împlini vârsta necesară. Districtul nu a fost seprat de Seniorat până în anul 1146. Celui mai tânăr din frații vitregi, Ducele Cazimir al II-lea, nu i s-a însărcinat nici o provincie; este speculat că acesta s-a născut după moartea lui Boleslau al III-lea.
La momentul morții tatălui său, Vladislav era deja adult, căsătorit de mulți ani și cu un singur fiu supraviețuitor, Boleslau I cel Înalt, născut în 1127. Urmând exemplele prodecesorilor săi, Boleslau I cel Viteaz în 992, a lui Mieszko al II-lea Lambert în 1032, și a tatălui său în 1106, Marele Duce a încercat să restabilească unirea țării. Având în vedere experiența sa de viață și de lider militar, era de așteptat ca într-un final să iasă învingător.

### Primul conflict cu Ducele junior
Disputele dintre Vladislav cu mama sa vitregă, Salomea, și frații săi vitregi, au început în 1141, atunci când ducesa văduvă, fără știrea și acordul Marelui Duce, a început să împartă provincia ei, Łęczyca, între fii săi. De asemenea, ea a încercat să aranjeze căsătoria fiicei sale, Agnies, în speranța că va găsi un aliat potrivit pentru fii ei. Candidatul cel mai potrivit trebuia să fie unul dintre fii Marelui Prinț Vsevolod al II-lea de Kiev. După ce a auzit vestea despre evenimentele din Łęczyca, Vladislav a decis să răspundă rapid, ca urmare, Marele Prinț de Kiev nu a rupt doar pactele cu Ducele junior, ci a aranjat logodna fiicei sale, Zvenislava cu fartele mai tânăr a lui Vladislav, Boleslau. Nunta a avut loc un an mai târziu, in 1142.
Legăturile sale cu Rusia Kieveană, i-au adus beneficii în 1142-1143, când Vladislav a decis să lupte împotriva fraților său. Victoria lui Vladislav a fost susținută de alianțele sale cu rușii, Boemia și Sfântul Imperiu Roman.

### Afacerea Włostowic și a doua parte a luptei cu frații săi

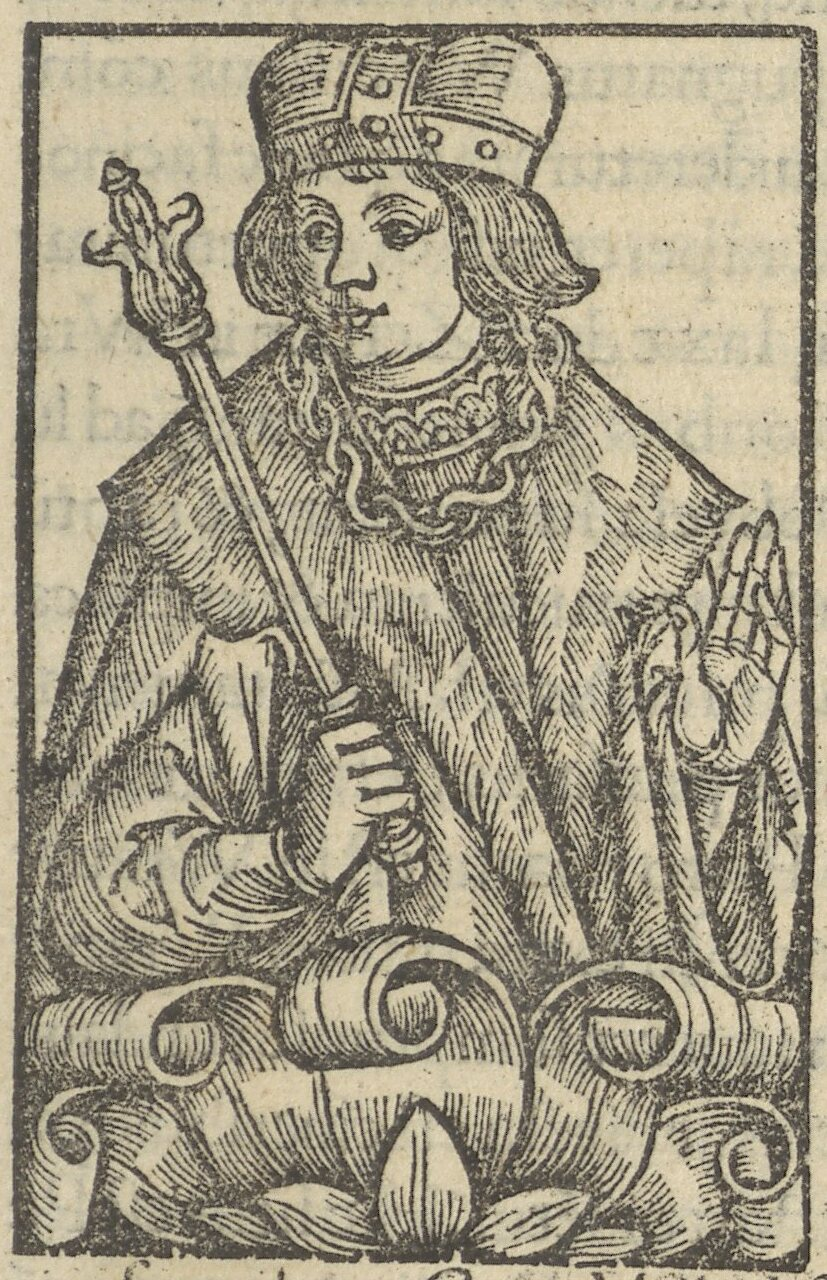
Vladislav Exilatul, Chronica Polonorum de Maciej Miechowita, 1521

În timpul domniei lui Vladislav, voievodul de Silezia, Piotr Włostowic, a avut cel mai mare și cel mai decisiv impact. Un adept ferm al Ducelui Boleslau al III-lea, el a dobândit importanță politică enormă în țară, acoperind cele mai importante oficii de judecată. În prerogativele sale ca voievod, el a avut dreptul să numească funcționari în autoritățile locale din Polonia, inclusiv în zonele Ducilor juniori, ceea ce îl făcea persoana ale căror decizii determinau soarta statului. Având în vedere conflictul dintre frați, Vladislav s-a ivit la orizont, în timp ce Salomea conspira împotriva lui, pentru ca el să demisioneze și să fie înlocuit de unul dintre frații săi mai mici. Când Vladislav la succedat pe tatăl său, a reinstalat voievodatul, iar în urma acestui lucru, puterea lui Włostowic a crescut, nutrind relații negative, mai ales cu soția lui, Agnes de Babenberg, care - nu fără motiv - îl considera un trădător. 
La data de 27 iulie 1144, Salomea de Berg și dușmanul înverșulat a lui Włostowic, a murit. În conformitate cu voința ducelui, provincia ei, Łęczyca, trebuia să revină provinciei Seniorate a lui Vladislav, însă voievodul Włostowic, împreună cu ducii juniori, au planificat o lovitură de stat, în scopul de a prelua cartierul pentru tânărul Henric. În acest caz, Vladislav a apelat la ajutorul aliaților săi din Rusia. Fără să mai aștepte sosirea alimentelor, el și-a trimis trupele împotriva forțelor lui Boleslau al IV-lea cel Creț și a lui Mieszko al III-lea, însă Vladislav a suferit o înfrângere. Până la sosirea Kievenilor, soarta luptei și războiului s-a întors împotriva lui Vladislav. A fost întocmit un tratat de pace, care îi permitea Marelui Duce să preia controlul asupra regiunii Łęczyca; cu toate acestea, el a trebuit să renunțe la regiune pentru cohortele Kievene, în schimbul ajutorului primit.
Între timp, tensiunile dintre Vladislav și Piotr Włostowic s-au înrăutățit. Poziția voievodului în războiul civil era împotriva Marelui Duce. Această atitudine, în mod clar nu corespundea cu conceptul de autocrație a lui Vladislav, iar după acest episod s-a gândit să-i elimine pe frații săi de pe proprietățile lor. În 1145, părea posibilă o reconciliere între Marele Duce și Włostowic, după cum reiese din participarea la invazie a voievodului Włostowic, cu ocazia nunții fiului său. La începutul aceluiași an, Marele Duce, a decis să parieze totul pentru un joc de noroc: să-l elimine pe Włostowic din viața sa pentru totdeauna. A ordonat unuia dintre cavalerii săi, Dobek, să-l captureze. Dobek a ajuns la curtea lui Włostowic, la Olbin, iar în timpul nopții l-a capturat pe voievod cu tot cu oamenii săi. Marea Ducesă Agnes a cerut moartea lui Włostowic, dar Vladislav a decis, în schimb, să ordone să fie orbit, să i se taie limba și să fie condamnat la exil.
Włostowic era un om respectat și avea mulți prieteni, iar soarta sa a provocat mulți nobili să-și schimbe loialitatea lor față de Ducii juniori. Mai mult decât atâta, Włostowic a fugit în Rusia Kieveană, care l-a sprijinit de atâtea ori pe Vladislav, și i-a convins să rupă alianța.  

### Destituirea și evadarea în Boemia
La începutul anului 1146, Vladislav a decis să dea atacul final asupra  fraților săi vitregi. Inițial, părea că victoria Marelui Duce era doar o chestiune de timp, de vreme ce reușise să ia Masovia fără obstacole și să-l forțeze pe Ducele Boleslau al IV-lea, să se retragă din a-l mai apăra pe fratele lui, Mieszko al III-lea, la Poznań, în Polonia Mare. Acolo, în mod neașteptat, a început dezastrul lui Vladislav. Motivul pentru acest lucru a fost, nesiguranța din partea altor districte, unde au izbucnit revolte puternice împotriva politicii dictatoriale a lui Vladislav. Rebelii au crescut rapid în putere, datorită sprijinului Arhiepiscopului Jakub ze Żnina din Gniezno, care l-a excomunicat pe Marele Duce - drept pedeapsă pentru soarta voievodului  Włostowic - rezultand într-o serie de rebeliuni suplimentare. Înfrângerea de la sfârșit a fost mulțumită forțelor combinate ale Ducelui Boleslau al IV-lea cu trupele Ducilor juniori, dar și datorită subiecților lui Vladislav, ceea ce era o surpriză total neașteptată pentru el. Marele Duce a fost forțat să fugă din țară. La scurt timp după aceea, soția sa, Agnes, împreună cu copii, s-au alăturat Marelui Duce, după încercările nereușite de a apăra Cracovia.
Ducii juniori au avut un succes complet, iar Vladislav se alfa acum la mila vecinilor săi. Inițial, el și familia sa au stat la curtea tizului și cumnatului său, Ducele Vladislav al II-lea al Boemiei, la Castelul Praga. Titlul de Mare Duce a fost preluat de către Boleslau al IV-lea. Vladislav nu s-a mai întors niciodată în Polonia.

### Exilul în Germania. Expediția eșuată a Regelui Conrad al III-lea

Piast silezian

La scurt timp după sosirea sa în Boemia, cumnatul său, Regele Conrad al III-lea al Germaniei, i-a oferit lui Vladislav, ospitalitatea sa. După ce s-a mutat în Germania, Vladislav a plătit tribut regelui Conrad și a cerut ajutorul său pentru a recâștiga tronul. După ce Regele Condrad a fost capabil să-l restabilească pe Vladislav al Boemiei, părea cert faptul că Vladislav își va recâștiga puterea asupra Poloniei, curând. Expediția împotriva Duclor juniori a fost lansată în 1146, însă din cauza inundațiilor râului Oder și presiunii asupra împăratului german din partea margrafului Albert Ursul și Conrad de Meissen, campania a eșuat în cele din urmă.
Vladislav nu și-a pierdut speranța, însă trebuia să accepte amânarea întorcerii sale, în special atunci când Conrad al III-lea și-a început a doua cruciadă cu Regele Ludovic al VII-lea al Franței în Țara Sfântă, în anul următor. În acest timp, fostul Mare Duce a administrat Kaiserpfalz la Altenburg și în Imperiul Pleissnerland. Fără să mai aștepte ajutorul german, Vladislav și soția sa au mers la Curia Romană și au cerut ajutorul Papei Eugene al III-lea, însă și această încercare fusese fără succes.

## Moartea și moștenirea
În 1152, Regele Conrad al III-lea a murit, lăsându-l pe nepotul său, Frederick Barbarossa, la putere. În urma acestei fapte, speranțele lui Vladislav de a reveni în Polonia, renășteau. În urma îndemnelor lui Vladislav și a măturșii lui Friederick, Agnes de Babenberg, Sfântul Împărat Roman a lansat o nouă expediție în Polonia Mare, în anul 1157. Campania fusese un succes, însă, surprinzător, Friederick Barbarossa nu l-a restabilit pe Vladislav pe tronul Poloniei, după ce Boleslau al IV-lea a fost prins la Krzyszkowo, și fusese nevoit să se declare vasalul împăratului și fusese obligat să plătească tribut acestuia. În compensație, Împăratul l-a forțat pe Boleslau al IV-lea să promită restituirea regiunii Silezia, fiilor lui Vladislav, Boleslau cel Înalt și Mieszko al IV-lea.
În acel moment, Vladislav știa că bătălia pentru supremație în Polonia a fost, în cele din urmă, pierdută. A rămas în exil la Altenburg, unde a murit doi ani mai târziu. Abia în 1163, Boleslau al IV-lea a acordat provincia Silezia, fiilor lui Vladislav.
În secolele următoare, Silezia a fost împărțită în 17 ducate separate, între urmași și succesori, care, din începutul secolului al XIV-lea, au devenit vasali ai Imperiului Regatului Boemiei. Prin Tratatul de la Trentschin din 1335, regele polonez, Cazimir al III-lea cel Mare, a renunțat la toate pretențiile sale asupra regiunii Silezia, care a rămas sub conducerea ramurei dinastice Silezia Piast, până când linia de sex masculin a dinastiei a dispărut odată cu moartea Ducelui George William de Legnica, în 1675.

## Căsătoria și copiii
În 1125, Vladislav s-a căsătorit cu Agnes de Babenberg, fiica Margrafului Leopold al III-lea al Austriei și a soției sale, Agnes a Germaniei, care era fiica Henric al IV-lea, Împărat al Sfântului Imperiu Roman. A fost fiica vitregă a Regelui Conrad al III-lea al Germaniei. Vladislav și Agnes au avut cinci copii:
- Boleslau I cel Înalt (1127 - 8 decembrie 1201)
- Mieszko  (1130 - 16 mai 1211)
- Richeza (1140 - 16 iunie 1185), s-a căsătorit prima dată în 1152 cu Alfonso al VII-lea, Rege al Galiciei, Castiliei și Leonului, a doua oară în 1162 cu Ramin Berenburg al II-lea, Conte de Provența iar a treia oară în 1167 cu Contele Albert al III-lea de Everstein
- Conrad Spindleshanks (1146/1147 - 17 ianuarie 1190)
- Albert (a murit în copilărie)